# Robert Carlyle
Robert Carlyle (Glasgow, 14 aprile 1961) è un attore, regista e doppiatore scozzese.
È noto principalmente per i suoi ruoli in film come Trainspotting (1996), La canzone di Carla (1996), Le ceneri di Angela (1999), The Beach (2000), Il giovane Hitler (2003), 28 settimane dopo (2007) e per la sua interpretazione in Full Monty - Squattrinati organizzati (1997) con cui vince il premio BAFTA al miglior attore protagonista e uno Screen Actors Guild Award. Ha inoltre ricevuto altre due candidature ai premi BAFTA e una al Premio Emmy. In campo televisivo. Dal 2011 al 2018 ha interpretato Tremotino nella serie fantasy C'era una volta.

## Biografia
Carlyle è nato a Maryhill, Glasgow. Sua madre, Elisabeth, lavorava come impiegata in una compagnia di autobus mentre suo padre, Joseph Carlyle, era un pittore e decoratore. L'abbandono da parte della madre, a soli 4 anni, lascia Carlyle e suo padre in un periodo molto difficile, caratterizzato da serie ristrettezze economiche. I due si stabiliscono in alcune comuni, dove conducono una vita da hippy. A 16 anni abbandona gli studi per lavorare con il padre, ma successivamente riprende a frequentare corsi di inglese, storia e arte in una scuola serale. All'età di 21 anni, dopo aver letto The Crucible di Arthur Miller, si iscrive alla Royal Scottish Academy of Music and Drama, vincendo una borsa di studio. Inizia così a recitare nel Glasgow Arts Centre.
Il primo ad accorgersi del suo talento è Ken Loach, che nel 1991 lo vuole protagonista nel suo film di denuncia sociale Riff Raff. Nel 1991 Carlyle, assieme ad alcuni amici e alla sua ragazza di allora, l'attrice Caroline Paterson, fonda una compagnia teatrale, la Rain Dog, il cui nome è ispirato al titolo di un album del cantante Tom Waits. La Rain Dog Company è subito caratterizzata da un teatro basato sull'improvvisazione e sull'innovazione. Durante la prima metà del decennio appare in diverse serie tv britanniche e film di nicchia. Particolarmente apprezzato per le sue performance controverse, Carlyle ottiene fama mondiale grazie a successi come Trainspotting e Full Monty - Squattrinati organizzati. Altro film che lo rende noto al pubblico è Il mondo non basta, in cui interpreta Renard, il nemico di 007; ha inoltre interpretato Adolf Hitler nel film per la televisione Il giovane Hitler. Nel 2002 partecipa al videoclip della canzone "Little by Little" degli Oasis. Carlyle è inoltre il fondatore, insieme ad alcuni registi e registe, della compagnia di produzione cinematografica anglosassone 4 Ways.
Nel 2005 interpreta Sergei Karpovich nella miniserie TV canadese Human Trafficking - Le schiave del sesso e successivamente vince un Premio Emmy come miglior attore non protagonista in una miniserie. Nel 2007 ottiene il ruolo di Don Harris nel film horror 28 settimane dopo, mentre nel 2008 è tra gli interpreti del Film-tv 24: Redemption. Dal 2009 al 2011 è uno dei protagonisti della serie televisiva Stargate Universe, e in seguito interpreta Tremotino/Mister Gold in C'era una volta, rivestendo un ruolo primario nella serie. Nel 2010 presta la voce a Gabriel Belmont, protagonista del videogioco Castlevania: Lords of Shadow. Darà poi la voce a questo personaggio anche nei due seguiti, Castlevania: Lords of Shadow - Mirror of Fate del 2013 e Castlevania: Lords of Shadow 2 del 2014. Nel 2015 si cimenta per la prima volta come regista con il film La bottega degli errori. Nel 2016, a distanza di vent'anni, ritorna nel ruolo di Francis Begbie in T2 Trainspotting.
Nel 2023, dopo ventisei anni, ritorna ad interpretare Gaz in Full Monty - La serie tratta dall'omonimo film Full Monty - Squattrinati organizzati.

## Vita privata
Nel 1997 Carlyle ha sposato dopo tre anni di fidanzamento Anastasia Shirley, truccatrice conosciuta sul set della serie Cracker dove recitava, da cui ha avuto tre figli: Ava (2002), Harvey (2004) e Pearce Joseph (2006).

## Filmografia

### Attore

#### Cinema
- Un giorno nella vita (Silent Scream), regia di David Hayman (1990)
- Riff-Raff - Meglio perderli che trovarli (Riff Raff), regia di Ken Loach (1991)
- Le cinque vite di Hector (Being Human), regia di Bill Forsyth (1993)
- Il prete (Priest), regia di Antonia Bird (1994)
- Go Now, regia di Michael Winterbottom (1995)
- Trainspotting, regia di Danny Boyle (1996)
- La canzone di Carla (Carla's Song), regia di Ken Loach (1996)
- Full Monty - Squattrinati organizzati (The Full Monty), regia di Peter Cattaneo (1997)
- Criminali per caso (Face), regia di Antonia Bird (1997)
- Plunkett & Macleane, regia di Jake Scott (1999)
- L'insaziabile (Ravenous), regia di Antonia Bird (1999)
- Il mondo non basta (The World Is Not Enough), regia di Michael Apted (1999)
- Le ceneri di Angela (Angela's Ashes), regia di Alan Parker (1999)
- The Beach, regia di Danny Boyle (2000)
- Jimmy Grimble (There's Only One Jimmy Grimble), regia di John Hay (2000)
- Codice 51 (The 51st State), regia di Ronny Yu (2001)
- Fight for Freedom, regia di David L. Cunningham (2001)
- C'era una volta in Inghilterra (Once Upon a Time in the Midlands), regia di Shane Meadows (2002)
- Black and White, regia di Craig Lahiff (2002)
- Dead Fish, regia di Charley Stadler (2005)
- The Mighty Celt, regia di Pearse Elliot (2005)
- Ballroom Dancing (Marilyn Hotchkiss' Ballroom Dancing & Charm School), regia di Randall Miller (2005)
- Eragon, regia di Stefen Fangmeier (2006)
- 28 settimane dopo (28 Weeks Later), regia di Juan Carlos Fresnadillo (2007)
- Uragano (Flood), regia di Tony Mitchell (2007)
- I Know You Know, regia di Justin Kerrigan (2008)
- Stone of Destiny, regia di Charles Martin Smith (2008)
- Summer, regia di Kenneth Glenaan (2008)
- The Tournament, regia di Scott Mann (2009)
- California Solo, regia di Marshall Lewy (2012)
- La bottega degli errori (The Legend of Barney Thomson), regia di Robert Carlyle (2015)
- T2 Trainspotting, regia di Danny Boyle (2017)
- Yesterday, regia di Danny Boyle (2019) – non accreditato
- North of normal, regia di Carly Stone (2023)

#### Televisione
- 99-1 – serie TV, 1x01 (1991)
- Cracker – serie TV, 3 episodi (1994)
- Hamish Macbeth – serie TV, 20 episodi (1995-1998)
- Looking After Jo Jo – serie TV, 4 episodi (1998)
- Il giovane Hitler (Hitler: The Rise of Evil), regia di Christian Duguay – miniserie TV (2003)
- Gunpowder, Treason & Plot, regia di Gillies MacKinnon – miniserie TV (2004)
- Human Trafficking - Le schiave del sesso (Human Trafficking) – miniserie TV (2005)
- Class of '76, regia di Ashley Pearce – film TV (2005)
- Born Equal, regia di Dominic Savage – film TV (2006)
- 24: Redemption, regia di Jon Cassar – film TV (2008)
- The Last Enemy – serie TV, 5 episodi (2008)
- The Unloved, regia di Samantha Morton – film TV (2009)
- Zig Zag Love, regia di Gillies MacKinnon – film TV (2009)
- Stargate Universe – serie TV, 40 episodi (2009-2011)
- C'era una volta (Once Upon a Time) – serie TV, 156 episodi (2011-2018)
- La guerra dei mondi (The War of the Worlds) – miniserie TV (2019)
- Cobra - Unità anticrisi (Cobra) – serie TV (2020-in corso)
- Full Monty - La serie (The Full Monty) – miniserie TV (2023)
- Toxic Town, regia di Minkie Spiro – miniserie TV (2025)

#### Cortometraggi
- Marooned , regia di Jonas Grimås (1994)

#### Video musicali
- Little by Little - Oasis (2002)

### Regista
- Stargate Universe (2010) 1 episodio
- La bottega degli errori (The Legend of Barney Thomson) (2015)

## Doppiaggio
- Eragon – videogioco (2006)
- Castlevania: Lords of Shadow – videogioco (2010)
- Castlevania: Lords of Shadow - Mirror of Fate – videogioco (2013)
- Castlevania: Lords of Shadow 2 – videogioco (2014)

## Riconoscimenti
- 1993 BAFTA Scotland Awards
  - Candidatura come miglior attore per Riff Raff
- 1995 BAFTA Scotland Award
  - Vinto migliore attore ospite in una serie TV per Cracker (1993)
  - Vinto migliore attore di una serie TV per Hamish Macbeth (1995)
- 1995 CableACE Award
  - Candidatura come migliore attore ospite in una serie TV per Cracker (1993)
- 1995 RTS Television Award
  - Vinto migliore attore di una serie TV per Hamish Macbeth (1995)
- 1996 Awards Circuit Community Awards
  - Candidatura come migliore attore non protagonista per Trainspotting (1996)
- 1996 Royal Television Society, UK
  - Vinto migliore attore di una serie TV per Hamish Macbeth (1995)
- 1997 BAFTA Scotland Award
  - Candidatura come migliore attore non protagonista per Trainspotting (1996)
  - Candidatura come migliore attore di una serie TV per Hamish Macbeth
- 1997 Salerno Shadowline Film Festival
  - Vinto migliore attore non protagonista per Trainspotting (1996)
- 1997 Satellite Awards 1997
  - Candidatura come migliore attore non protagonista per Trainspotting (1996)
- 1998 BAFTA Award
  - Candidatura come migliore attore di una serie TV per Hamish Macbeth
- 1998 Evening Standard British Film Awards
  - Vinto migliore attore protagonista per Full Monty - Squattrinati organizzati (1997)
  - Vinto miglior attore protagonista per La canzone di Carla (1996)
  - Vinto migliore attore per Face (1997)
- 1998 London Critics Circle Film Awards
  - Vinto migliore attore per Face
  - Vinto migliore attore protagonista per Full Monty – Squattrinati organizzati (1997)
  - Vinto migliore attore protagonista per La canzone di Carla (1996)
- 1998 Screen Actors Guild Award
  - Vinto miglior Cast per Full Monty – Squattrinati organizzati
- 1998 MTV Movie Awards
  - Candidatura come miglior sequenza ballata per Full Monty – Squattrinati organizzati
- 1998 Sant Jodi Awards
  - Vinto migliore attore straniero per Go Now
  - Vinto migliore attore straniero per Full Monty – Squattrinati organizzati
- 1999 BAFTA Award
  - Candidatura come migliore attore per Looking After Jo Jo (1998)
- 2000 Irish Film and Television Award
  - Candidatura come migliore attore per Le ceneri di Angela (1999)
- 2001 Empire Awards, UK
  - Candidatura come miglior attore per Le ceneri di Angela (1999)
- 2004 Satellite Award
  - Candidatura come per Hitler: The Rise of Evil (2003)
- 2006 Gold Derby Awards
  - Candidatura come miglior attore non protagonista in una miniserie per Human Trafficking - Le schiave del sesso (2005)
- 2006 Women's Image Network Awards
  - Vinto migliore attore non protagonista in una miniserie per Human Trafficking - Le schiave del sesso (2005)
- 2006 Primetime Emmy Awards
  - Candidatura come miglior attore non protagonista in una miniserie per Human Trafficking – Le schiave del sesso (2005)
- 2008 BAFTA Scotland Award
  - Candidatura come miglior attore protagonista per Summer
- 2009 BAFTA Scotland Award
  - Vinto migliore attore televisivo per The Unloved (2009)
- 2010 Gemini Award
  - Vinto migliore attore protagonista di una serie TV per Stargate Universe (2009)
- 2015 BAFTA Scotland Award
  - Vinto miglior film per La bottega degli errori (2015)
  - Candidatura come migliore attore protagonista per La bottega degli errori
  - Candidatura come miglior regista per La bottega degli errori
- 2015 Edinburgh International Film Festival
  - Candidatura come miglior film per La bottega degli errori
- 2015 Behind the Voice Actors Awards
  - Candidatura come migliore voce maschile in un videogioco per Castlevania: Lords of Shadow 2 (2014)
- 2016 Monte-Carlo Comedy Film Festival
  - Vinto migliore film per La bottega degli errori

## Doppiatori italiani
Nelle versioni in italiano delle opere in cui ha recitato, Robert Carlyle è stato doppiato da:
- Massimo Rossi in Go Now, La canzone di Carla, Plunkett & Macleane, Il mondo non basta, The Beach, Jimmy Grimble, 28 settimane dopo, Cobra - Unità anticrisi, Toxic Town
- Fabio Boccanera in Riff-Raff - Meglio perderli che trovarli, Full Monty - Squattrinati organizzati, Criminali per caso, Codice 51, 24: Redemption, Full Monty - La serie
- Stefano Benassi in L'insaziabile, Le ceneri di Angela, Il giovane Hitler, La guerra dei mondi
- Pasquale Anselmo in Trainspotting, C'era una volta in Inghilterra, T2 Trainspotting
- Angelo Maggi ne Il prete, Fight for Freedom
- Alberto Bognanni in Summer, C'era una volta
- Riccardo Rossi in Un giorno nella vita
- Nanni Baldini in Le cinque vite di Hector
- Loris Loddi in Eragon
- Alberto Angrisano in Black and White
- David Chevalier in Dead Fish
- Massimo Corvo in The Mighty Celt
- Gianni Williams in Ballroom Dancing
- Francesco Prando in Uragano
- Mino Caprio in I Know You Know
- Roberto Draghetti in Stone of Destiny
- Roberto Pedicini in The Tournament
- Roberto Chevalier in Stargate Universe
- Massimo Lodolo in California Solo
- Mauro Gravina in La bottega degli errori
- Ennio Coltorti in Yesterday
- Christian Iansante in Human Trafficking - Le schiave del sesso (ridoppiaggio)